# بين أتشيمبونغ
بين أتشيمبونغ (بالإنجليزية: Ben Acheampong)‏ هو لاعب كرة قدم غاني في مركز الوسط، ولد في 2 فبراير 1939، وتوفي في نوفمبر 2019. شارك مع منتخب غانا لكرة القدم. أما مع النوادي، فقد لعب مع أشانتي كوتوكو.

## وصلات خارجية
- بين أتشيمبونغ على موقع الاتحاد الدولي (مؤرشف)  (الإنجليزية)
- بين أتشيمبونغ على موقع أوليمبيديا (الإنجليزية)